# Altes Rathaus (Wössingen)

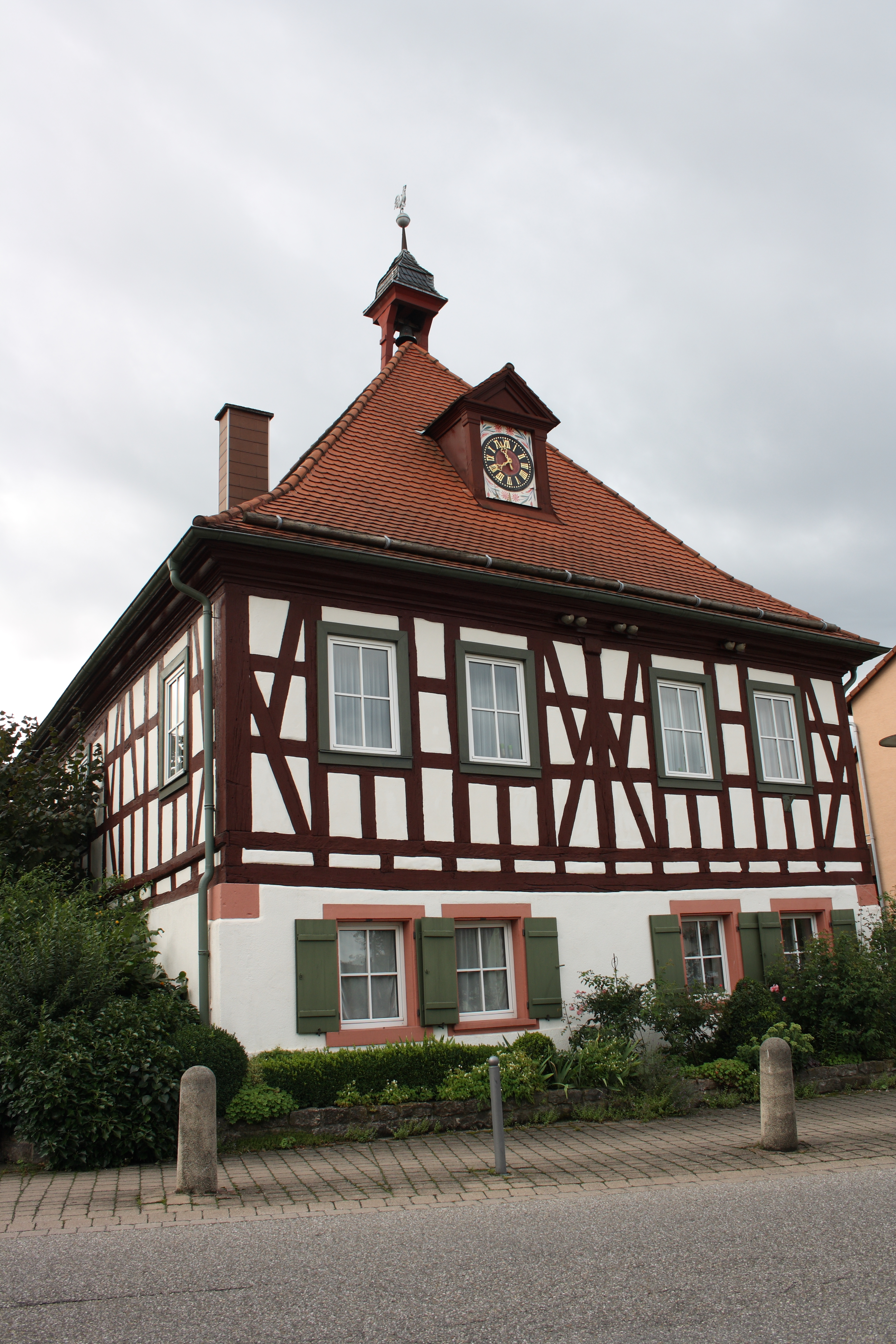
Altes Rathaus in Wössingen

Das Fachwerkhaus Alte Rathaus in Wössingen, einem Gemeindeteil von Walzbachtal im Landkreis Karlsruhe (Baden-Württemberg), ist ein 1746 errichtetes Rathaus.

## Beschreibung
Das 14 Meter breite und 10 Meter tiefe Gebäude diente bis 1970 als Rathaus der Gemeinde. Die neuen Eigentümer sanierten 1977 das Fachwerkhaus vorbildlich. Auf dem massiven Erdgeschoss steht ein Fachwerkoberstock und das Haus wird von einem Walmdach gedeckt. Auf der Spitze des Daches thront ein offener Dachreiter mit einer Glocke von 1743. An der Straßenseite ist im Dach eine Uhr in einer Dachgaube eingefügt. 
Neben der Haustür befindet sich der Grundstein aus Sandstein mit einer Inschrift und dem Jahr der Erbauung. 